# 岡部長住

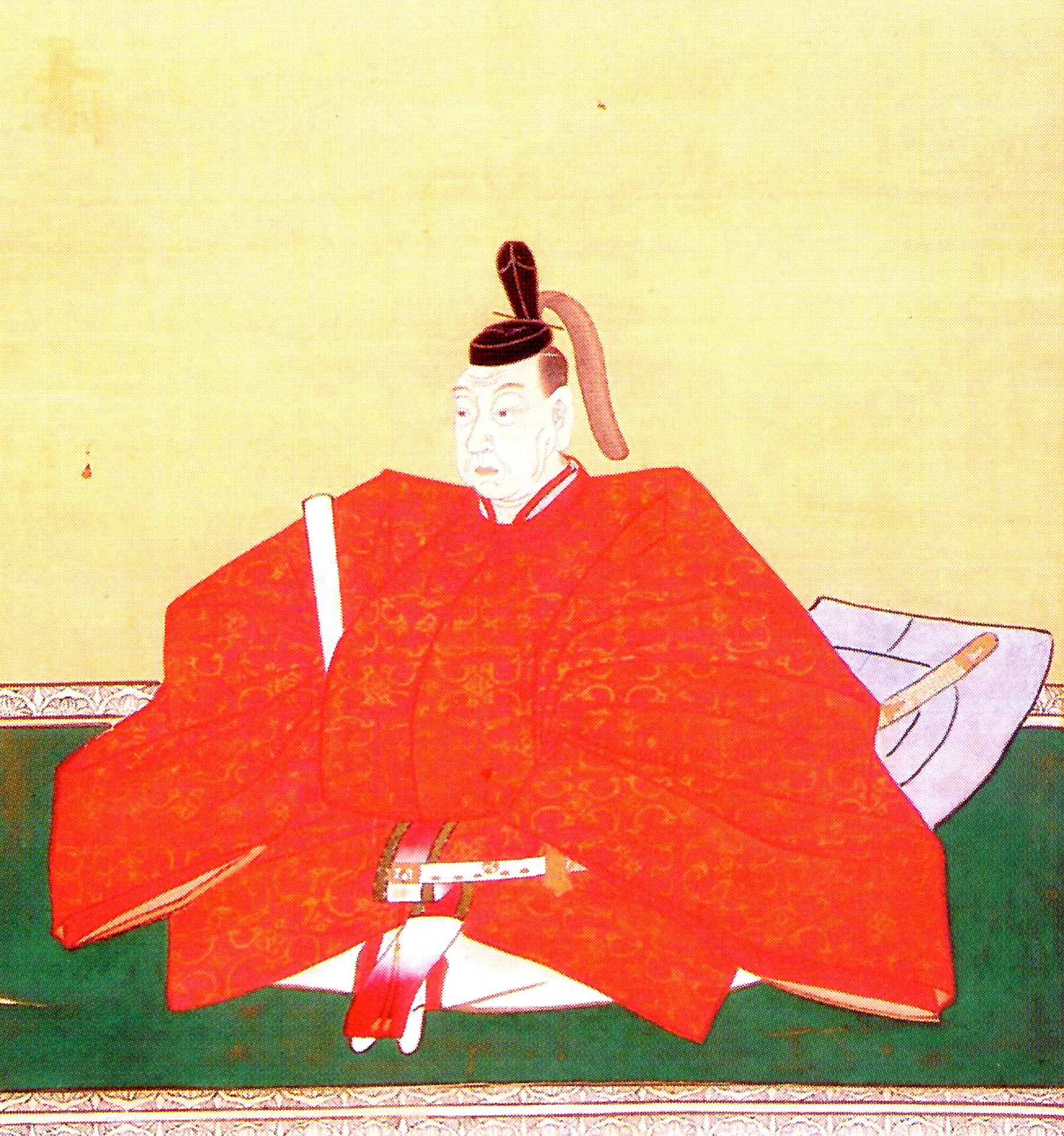
岡部長住肖像（泉光寺所蔵）

岡部 長住（おかべ ながすみ、元文5年6月3日（1740年6月26日） - 文化6年8月8日（1809年9月17日））は、和泉岸和田藩の第6代藩主。岸和田藩岡部家7代。
第5代藩主・岡部長著の次男。母は松平乗邑の娘。正室は鍋島宗茂の娘。子に娘（土井利義正室）、娘（渡辺則綱正室）。官位は従五位下、内膳正。幼名は満弥。
宝暦6年（1756年）5月10日、父の隠居で家督を継ぐ。藩政では法令を定めるなど、藩政によく努めている。しかし生来病弱なため、明和9年（1772年）4月23日に家督を弟の長修に譲って隠居した。文化6年（1809年）8月8日、70歳で死去した。墓所は東京都新宿区榎町の済松寺。